# Jigme Pema Wangchen
| Tibetische Bezeichnung                             |
| -------------------------------------------------- |
| Tibetische Schrift: འཇིགས་མེད་པད་མ་དབང་ཆེན            |
| Wylie-Transliteration: 'jigs med pad ma dbang chen |
| Andere Schreibweisen: Jigme Pema Wangchen          |

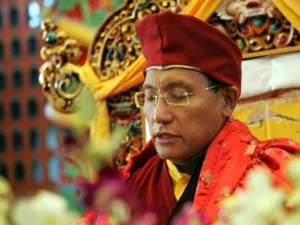
Der 12. Gyelwang Drugpa Jigme Pema Wangchen

Jigme Pema Wangchen (tib. ’jigs med pad ma dbang chen), geb. 1963, ist der 12. Gyelwang Drugpa (rgyal dbang ’brug pa), bzw. Drukchen Rinpoche, der als der höchste Geistliche der Drugpa-Kagyü-Tradition des tibetischen Buddhismus gilt.
Jigme Pemas Vater ist Bairo Tulku Rinpoche, 36. Inkarnation von Vairocana und früherer Abt des Klosters Kathok Sichen in Kham, Osttibet. Seine Mutter, Kelsang Yudron, genannt Mayumla stammt aus Lhodrak und war Schülerin bedeutender Lamas. Jigme Pema Wangchen wurde 1963 in Tso Pema (Rewalsar, Himachal Pradesh, Indien) geboren. Dorthin waren seine Eltern gepilgert, um den traditionellen Lama-Tänzen zu Ehren des Geburtstags von Padmasambhava beizuwohnen. Vom Düdjom Rinpoche Jigdral Yeshe Dorje persönlich erhielt er seinen Namen.
Der XI. Drukchen Rinpoche, Tenzing Khenrab Geleg Wangpo, erlag 1960 in einem Flüchtlingslager 30-jährig den Strapazen seiner Flucht aus Tibet. Sechs Jahre lang suchte man die Wiedergeburt des Verstorbenen. Erst 1966 fand man Jigme Pema in Dalhousie. Der Dalai Lama und der XVI. Karmapa erkannten ihn offiziell als den XII. Drukchen Rinpoche an. Ein Jahr später, 1967, wurde er in Darjeeling förmlich inthronisiert. Die Erziehung des jungen Rinpoche lag vor allem in den Händen von Thuksay Rinpoche. Dieser, der leibliche Sohn des X. Drukchen Rinpoche, hatte bereits dessen Nachfolger ausgebildet und während der Vakanz dem Mönchsorden als Regent vorgestanden. Unter seiner Leitung lernte Jigme Pema Wangchen die Literatur und die traditionellen Rituale des tibetischen Buddhismus.
Seit seiner Volljährigkeit steht der XII. Drukchen Rinpoche zahlreichen Klöstern im Himalayagebiet, aber auch Zentren im Ausland vor. Er residiert in seinem Hauptkloster Druk Thupten Sangag Choeling in Darjeeling.